# HI-Q (Livraria de áudio)
Hi-Q era uma marca e uma biblioteca de stock de músicas de produção produzidas e distribuídas pela Capitol Records no início da década de 1940 e no final da década de 1970, e usadas em várias séries e desenhos animados até ao final do século XX. Embora não confirmado, a maioria das músicas estarão sob licença creative commons e as compostas por Phillip Green possuirão licença livre apenas para montagem em filmes reais ou desenhos animados. 

## Histórico e curiosidades
Talvez o trabalho mais notável para a música Hi-Q tenha sido o filme de 1968, Night of the Living Dead. O produtor do filme, Karl Hardman, usou faixas da biblioteca (algumas das quais foram compostas especialmente para o filme) e as aprimorou adicionando efeitos eletrônicos, como eco e reverb; isso era incomum, pois em geral as bibliotecas de música de produção permitem apenas direitos de sincronização. Mais tarde, Varèse Sarabande lançou uma trilha sonora para este filme, marcando um dos poucos casos em que as faixas de produção musical foram lançadas ao público. O Hi-Q foi lançado pelo Capitol em uma série de registros fonográficos de 12 "e também em um conjunto de fitas de áudio de rolo aberto. Inicialmente, foram usadas em filmes antigos da Looney Tunes e da Merrie Melodies. Depois, pela Hanna-Barbera (criadores de Tom & Jerry) em Dom Pixote, Pixie & Dixie e Pepe Legal. Mais tarde, nos anos 90, foram usadas em alguns programas de animação da Nickelodeon (Nicktoons), como o The Ren & Stimpy Show ou o Spongebob Squarepants.  
Estas músicas são também usadas por vários artistas de comédia animada ou em versões dobradas dos EUA. São usadas por John Kricfalusi (John K.), devido ao seu estilo cómico de animação e seu amor e interesse por animação clássica dos anos 50 e 60. Nos Estados Unidos, alguns episódios das séries do artista Chespirito são usadas essas músicas para trocar o áudio original, de modo a criar uma versão para dobrar ao estrangeiro.  

## Compositores
- Harry Bluestone
- Emil Cadkin
- Ib Glindemann
- Philip Green
- Geordie Hormel
- William Loose
- Spencer Moore
- Roger Roger
- John Seely
- Jack Shaindlin
- Jack Cookerly
- Roger Webb

## Trabalhos em foram usadas músicas HI-Q

### Filmes
- The night of the living dead (1968)

### Sérieslive-action
- Chaves O Xavier

- Chespirito

- Dennis, o Pimentinha
- My three sons

### Desenhos animados
- Hanna-Barbera (Flintstones, Yogi Bear, Dom Pixote e Pepe Legal)
- John K. Cartoons (Boo Boo runs wild, A day in the life of Ranger Smith, Boo Boo and the man)
- Looney Tunes & Merrie Melodies (Pre-Histerical Hare, A Bird in a Bonnet, Hook, Line and Stinker e Weasel while you work)
- Spongebob Squarepants (Gary in love, Finger of suspiction)
- The Gumby Show
- The Ren & Stimpy Show